# Обсерватория Монтелупо
Обсерватория Монтелупо — астрономическая обсерватория, основанная в 1992 году в Монтелупо-Фьорентино, Тоскана, Италия.

## Руководители обсерватории
- Маура Томбелли

## История обсерватории
Обсерватория начала активные наблюдения астероидов после того, как был прекращен доступ любителями астрономии в наблюдательную станцию Чима-Экар.

## Инструменты обсерватории
- 300mm f/5.6 Cassegrain Meade + SBIG St6

## Направления исследований
- Астрометрия и открытие новых астероидов
- Наблюдения комет

## Основные достижения
- Открытые астероиды: 10591, 11337, 11621, 12044, 13740, 14659, 17019, 20200
- 3983 астрометрических измерений опубликовано с 1992 по 2010 года [1]

## Известные сотрудники
- М. Томбелли, Д. Форти, А. Боаттини, Л. Тези, S. Bartolini, Д. Гуидетти, Э. Мазотти

## Адрес обсерватории
- Via Bozzetto, 26 50056 Montelupo FI